# Donji Lipovac (Brus)
Pour les articles homonymes, voir Donji Lipovac.
Donji Lipovac (en serbe cyrillique : Доњи Липовац) est un village de Serbie situé dans la municipalité de Brus, district de Rasina. Au recensement de 2011, il comptait 152 habitants.

## Démographie
| 1948 | 1953 | 1961 | 1971 | 1981 | 1991 | 2002 | 2011 |
| ---- | ---- | ---- | ---- | ---- | ---- | ---- | ---- |
| 377  | 461  | 522  | 447  | 380  | 281  | 209  | 152  |

|  |